# Ramm (preußisches Adelsgeschlecht)

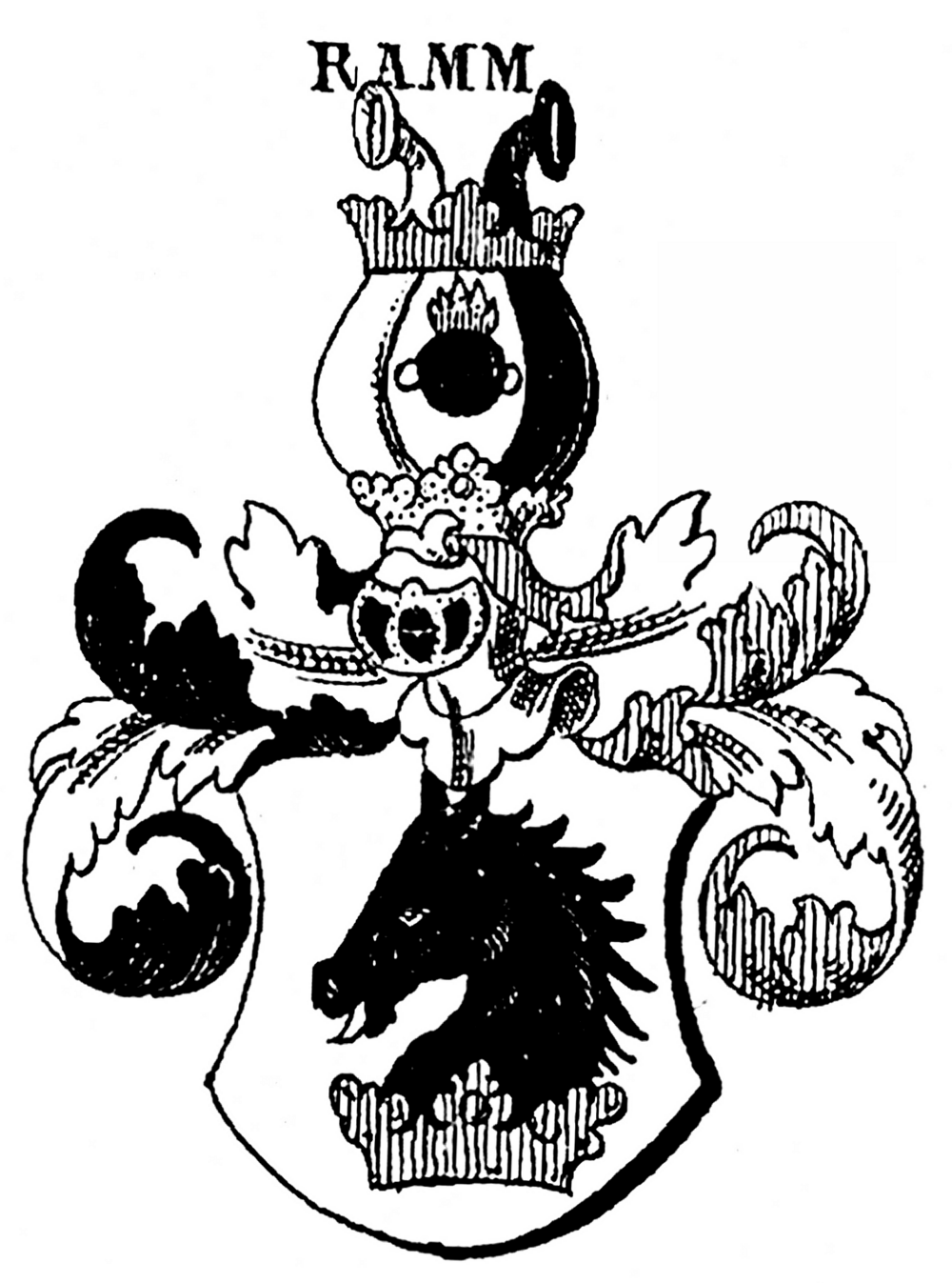
Wappen derer von Ramm

Ramm ist der Name eines preußischen Adelsgeschlechts.
Die Familie ist mit den 1624 nobilitierten schwedisch-estländischen von Ramm weder stamm- noch wappenverwandt.

## Geschichte
Für die Brüder Karl Ramm (1803–1865), Major im 7. Artillerie-Regiment und Adolf Ramm (1815–1883), Hauptmann im 7. Artillerie-Regiment erging in Putbus am 6. September 1854 einen Hebung in den preußischen Adelsstand. Die Stammreihe beginnt mit dem Artillerieoffizier August Leopold Ramm (* 1765), Vater der Nobilitierten. Der ältere Bruder setzte die Stammlinie fort. Mehrere Söhne bestritten eine Offizierslaufbahn in der preußischen Armee.

## Angehörige
- Karl von Ramm (1803–1865), preußischer Generalmajor
- Adolf von Ramm (1815–1883), preußischer Generalleutnant

## Wappen
Das Wappen (1854) zeigt in Silber einen aus einer roten Krone wachsenden schwarzen Rosskopf mit Hals. Auf dem gekrönten Helm mit rechts schwarz-silbernen und links rot-silbernen Decken eine schwarze flammende Granate zwischen zwei, rechts silberne, links schwarze, durch eine rote Krone verbundene Büffelhörner.